# Rugāji
Rugāji è un comune della Lettonia appartenente alla regione storica della Letgallia di 2.679 abitanti (dati 2009).

## Località
Il comune è stato istituito nel 2009 ed è formato dalle seguenti località:
- Rugāji
- Lazdukalns